# 劉娘子 (尚食)
刘娘子（？—？），本名不詳，宋朝宫廷女厨师。南宋高宗時料理御食的女官。
刘娘子為宋高宗時期的尚食，官居正五品，其事蹟見於何薳的《春渚纪闻》。當時宮中有兩位宮人皆稱為劉娘子，分別為精於烹飪的“尚食劉娘子”，以及茹素誦經的“看經劉娘子”。尚食劉娘子掌管皇帝的御食，本是高宗登基前在藩邸的廚師，由于她精于烹饪，深得高宗欢心。
尚食劉娘子雖然精於烹飪，但喜幸災樂禍和揭人陰私。有一天，一名小宮嬪稍為忤逆高宗旨意，向尚食劉娘子求救，尚食劉娘子答應，後來卻落井下石。該小宮嬪知道後，就取紙筆寫下冤屈並焚化，向天帝上訴，然後自縊身亡。不到一個月後的五月初三，兩位劉娘子同日逝世。當人們掀開尚食劉娘子的被子，準備把她的遺體放進棺材殮葬時，發現她死狀恐怖，其頭已斷並且在地上旋轉，屍首滿佈蛆蟲，並發出惡臭。而看經劉娘子的遺體則香氣襲人，面色如活人。人們認為尚食劉娘子惡有惡報，看經劉娘子善有善報。